# Reniochalina stalagmitis
Reniochalina stalagmitis är en svampdjursart som beskrevs av Lendenfeld 1888. Reniochalina stalagmitis ingår i släktet Reniochalina och familjen Axinellidae.
Artens utbredningsområde är havet kring Australien. Inga underarter finns listade i Catalogue of Life.